# Липитино (городской округ Озёры)
Липитино — деревня в городском округе Озёры Московской области России. Население — 40 чел. (2015).

## География
Расположена в северной части района, примерно в 14 км к северу от центра города Озёры, рядом с автодорогой Р115 (Егорьевск — Коломна — Кашира — Ненашево), на берегу реки Гнилуши (бассейн Москвы). В деревне 2 улицы — Дорожная и Озёрная, зарегистрировано 9 садовых товариществ. Связана автобусным сообщением с Озёрами, Коломной и Москвой. Ближайшие населённые пункты — деревня Лёдово и село Бояркино, а также деревня Туменское Коломенского района.

## История
В «Списке населённых мест» 1862 года Липитина — владельческая деревня 2-го стана Коломенского уезда Московской губернии по левую сторону Каширского тракта из Коломны, в 21 версте от уездного города, при речке Гнилуше, с 13 дворами и 90 жителями (47 мужчин, 43 женщины).
По данным на 1890 год входила в состав Бояркинской волости Коломенского уезда, число душ составляло 126 человек.
В 1913 году — 18 дворов.
По материалам Всесоюзной переписи населения 1926 года — село Туменского сельсовета Бояркинской волости, проживало 77 жителей (30 мужчин, 47 женщин), насчитывалось 17 хозяйств.
С 1929 года — населённый пункт в составе Озёрского района Коломенского округа Московской области, с 1930-го, в связи с упразднением округа, — в составе Озёрского района Московской области.
До муниципальной реформы 2006 года — деревня Бояркинского сельского округа.

## Население
| 1852 | 1859 | 1890 | 1926 | 2002 | 2006 | 2010 |
| ---- | ---- | ---- | ---- | ---- | ---- | ---- |
| 81   | ↗90  | ↗126 | ↘77  | ↘17  | ↘11  | ↗20  |
| 2015 |      |      |      |      |      |      |
| ↗40  |      |      |      |      |      |      |